# Стюарт, Корнелиус
Корнелиус Стюарт (англ. Cornelius Stewart; 7 октября 1989, Сент-Винсент и Гренадины) — футболист, выступающий за сборную Сент-Винсента и Гренадин.

## Биография

### Клубная карьера
Начинал игровую карьеру у себя на родине, в местных клубах «Систем 3» и «Хоуп Интернешнл». В 2010 году Стюарт подписал контракт с клубом «Ванкувер Уайткэпс», в составе которого провёл 19 матчей и забил 2 гола в североамериканской футбольной лиге. В следующем сезоне клуб перешёл в «MLS», но Стюарт не попал в обновлённый состав команды и в 2011 году выступал только за фарм-клуб «Уайткэпс». В 2012 году он стал игроком тринидадского клуба «Каледония AIA», вместе с которым был участником групповой стадии Лиги чемпионов КОНКАКАФ 2012/13.
С 2013 года выступал в Финляндии. В 2013 году Стюарт стал игроком клуба ОПС из второго дивизиона Финляндии, за который сыграл 27 матчей и забил 8 голов. В 2014 году перешёл в клуб высшей лиги ВПС, где также провёл один сезон, а в 2015 году подписал контракт с «ПС Кеми», вместе с которым стал победителем второй лиги и затем провёл ещё один сезон в элитном дивизионе.
С 2017 года выступает в мальдивском чемпионате.

### Карьера в сборной
Дебютировал за сборную Сент-Винсента и Гренадин 30 мая 2007 года в товарищеском матче со сборной Гаити, в котором был заменён уже на 7-й минуте. 6 октября 2010 года в матче первого этапа Карибского кубка 2010 против сборной Монтсеррата забил свой первый гол за национальную команду, встреча завершилась победой Сент-Винсента со счётом 7:0.
В 2019 году сыграл во всех 6 матчах сборной в рамках Лиги наций КОНКАКАФ и забил 3 мяча.